# Appell
Appell var svenskspråkig politisk och kulturell veckotidning som 1945–1969 utgavs i Helsingfors. 
Huvudredaktör för Appell, som hade konservativ inriktning, var under lång tid Torsten Aminoff, medan hans maka Margareta Aminoff medverkade som teaterkritiker. Tidningen ansågs vara en efterföljare både till eftermiddagstidningen Aftonposten, som utkom 1944–1945 sex dagar i veckan, och till veckotidningen Svensk Botten som utgavs i Helsingfors 1937–1944 av den högerradikala organisationen Aktiva studentförbundet i samarbete med Svenska folkpartiets högerfraktion.